# Sabine Thiesler

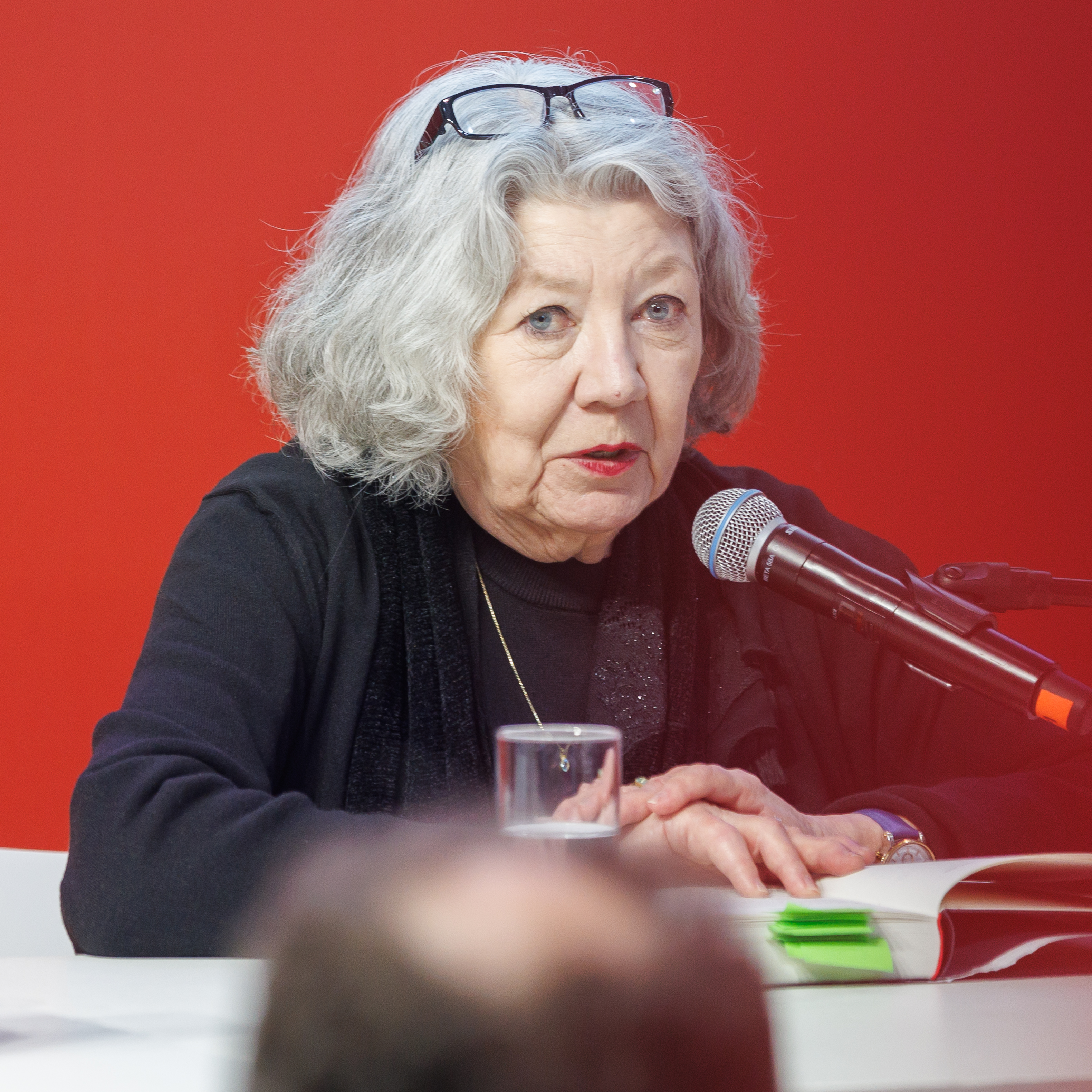
Sabine Thiesler, Leipziger Buchmesse 2024

Sabine Thiesler, verheiratete Thiesler-Rumpf (* 1957 in Berlin) ist eine deutsche Schriftstellerin und Hörbuchsprecherin, ehemalige Synchronsprecherin, Theaterautorin und als Drehbuchautorin zweifach mit dem Grimme-Preis ausgezeichnet. 

## Leben
Sabine Thiesler wurde 1957 in Berlin geboren. Nach dem Abitur begann sie Germanistik und Theaterwissenschaften an der FU Berlin zu studieren und besuchte die Fritz-Kirchhoff-Schauspielschule. Sie arbeitete einige Jahre als Schauspielerin im Fernsehen und war Mitglied des Berliner Kabaretts Die Stachelschweine sowie Ensemblemitglied der vereinigten städtischen Bühnen Krefeld, Mönchengladbach und Rheydt.
Gemeinsam mit Klaus Rumpf war Sabine Thiesler Dramaturgin und Direktion am Hansa Theater, Berlin.
Als Synchronsprecherin lieh sie Geena Davis u. a. in Die Fliege von David Cronenberg und Michelle Pfeiffer ihre Stimme. In der Serie Flamingo Road synchronisierte sie Morgan Fairchild in ihrer Rolle als Constance Weldon Carlyle. Nachdem sie die Hauptrolle in der Fernsehserie Zentrale Bangkok gespielt hatte, beschloss sie selbst Theater- und Drehbuchautorin zu werden. Diesem Entschluss folgend schrieb sie neben erfolgreichen Theaterstücken zahlreiche Drehbücher fürs Fernsehen. Die Serie Der kleine Vampir sowie der Psychothriller Der Mörder und sein Kind wurden mit dem Grimme-Preis ausgezeichnet.
Mit ihrem im Jahr 2006 erschienenen Psychothriller Der Kindersammler, der in mehr als 15 Sprachen übersetzt worden ist, stand sie monatelang auf der Bestsellerliste. An diesen Erfolg knüpfte Sabine Thiesler mit all ihren weiteren Thrillern an.
Mit dem Buch Im Versteck veröffentlichte sie im September 2021 ihren zwölften Thriller. Die elf vorangegangenen erreichten laut Buchreport den Bestsellerstatus als Hardcover oder Taschenbuch im Spiegel.

### Privatleben
Sabine Thiesler ist mit Klaus Rumpf verheiratet und lebt in Norddeutschland. Das Paar hat einen gemeinsamen Sohn.

## Werke (Auswahl)
Romane und Thriller
- Der Kindersammler. Roman. 24. Auflage. Heyne, München 2006, ISBN 3-453-72179-9.
  - Der Kindersammler. Hörbuch. Gekürzte Lesung. Random House Audio, Köln 2007, ISBN 978-3-86604-605-4 (6 CDs, gelesen von der Autorin).
- Hexenkind. Roman. 9. Auflage. Heyne, München 2007, ISBN 978-3-453-43274-1.
  - Das Hexenkind. Hörbuch. Gekürzte Lesung. Audio Media Verlag, Köln 2009, ISBN 978-3-86804-565-9 (6 CDs, gelesen von der Autorin).
- Die Totengräberin. Roman. Heyne Verlag, München 2009, ISBN 978-3-453-43468-4.
  - Die Totengräberin. Hörbuch. Gekürzte Lesung. Random House Audio, Köln 2009, ISBN 978-3-86604-979-6 (6 CDs, gelesen von der Autorin).
- Der Menschenräuber. Roman. Heyne, München 2010, ISBN 978-3-453-26631-5.
  - Der Menschenräuber. Hörbuch. Gekürzte Lesung. Random House Audio, Köln 2010, ISBN 978-3-8371-0293-2 (6 CDs, gelesen von der Autorin).
- Nachtprinzessin. Heyne Verlag, München 2011, ISBN 978-3-453-43524-7.
  - Nachtprinzessin. Hörbuch. Ungekürzte Lesung. Random House Audio, Köln 2011, ISBN 978-3-8371-0915-3 (6 CDs, gelesen von der Autorin).
- Bewusstlos. Heyne Verlag, München 2013, ISBN 978-3-453-41531-7.
  - Bewusstlos. Hörbuch. Ungekürzte Lesung. Random House Audio, Köln 2013, ISBN 978-3-8371-2125-4 (6 CDs, gelesen von der Autorin).
- Versunken. Heyne Verlag, München 2014, ISBN 978-3-453-26807-4.
  - Versunken. Hörbuch. Ungekürzte Lesung. Lübbe Audio, Köln 2014, ISBN 978-3-7857-5053-7 (2 CDs, gelesen von David Nathan).
- Und draußen stirbt ein Vogel. Wilhelm Heyne Verlag, München 2016, ISBN 978-3-453-26968-2.
- Nachts in meinem Haus. Heyne Verlag, München 2017, ISBN 978-3-453-26969-9.
- Zeckenbiss. Heyne Verlag, München 2018, ISBN 978-3-453-27147-0.
  - Zeckenbiss. Hörbuch. Ungekürzte Lesung (gelesen von der Autorin).
- Der Keller. Heyne Verlag, München 2019, ISBN 978-3-453-27148-7.
  - Der Keller. Hörbuch. Ungekürzte Lesung (gelesen von der Autorin).
- Im Versteck. Heyne Verlag, München 2021, ISBN 978-3-453-27290-3.
- Verschwunden. Heyne Verlag, München 2023, ISBN 978-3-453-27366-5.
- Romeos Tod. Heyne Verlag, München 2024, ISBN 978-3-453-27438-9.
- Leb wohl, Schwester. Heyne Verlag, München 2025, ISBN 978-3-453-27439-6.

Kinderbücher
- Bernie allein unterwegs. Heyne Verlag, München 2011, ISBN 978-3-453-26734-3.
- Bernie allein unterwegs – Geheimnis im Moor. Heyne Verlag, München 2012, ISBN 978-3-453-26772-5.

Theaterstücke
- Herz mit Schnauze. Verlag der Autoren, Frankfurt am Main 1996.
- Und Zille mittenmang. Verlag der Autoren, Frankfurt am Main 1998.
- Hochzeit bei Zickenschulze. Verlag der Autoren, Frankfurt am Main. Posse mit Gesang in fünf Bildern. Hansa Theater, Berlin. 1998 (Musik von Paul Lincke und Jürgen Wanjura).
- Hochzeit mit Bohneberjer. Posse mit Gesang in fünf Bildern (hessische Adaption).
- Fragen Sie Frau Irene. Verlag der Autoren, Frankfurt am Main
- Lottoglück. Verlag der Autoren, Frankfurt am Main 1998
- Zum Glück verrückt. Verlag der Autoren, Frankfurt am Main

Sonstige
- Basta, Amore! Vom alltäglichen Irrsinn in Bella Italia. Heyne Verlag, München 2014, ISBN 978-3-453-41061-9.

## Filmografie
- 1987: Drei Damen vom Grill, diverse Folgen, NFP/SFB
- 1990: Das Haus am Watt, Psychothriller, Universum Film/ZDF
- 1992: Der kleine Vampir – Neue Abenteuer, Serie, Polyphon/ZDF
- 1992: Herz mit Schnauze, Serie, Polyphon/ZDF
- 1993: Stich ins Herz, Psychothriller, UFA/RTL
- 1994–1996: Kein Rezept für die Liebe, Serie, Polyphon/ZDF
- 1995: Der Mörder und sein Kind, Psychothriller, Multimedia/WDR
- 1996: Nach uns die Sintflut, Katastrophenfilm, filmpool/WDR
- 1997: Inflagranti aus der Reihe Tatort, ARD
- 1999: Zum Glück verrückt – eine unschlagbare Familie, Komödie. Polyphon/ZDF
- seit 1993: Das Traumschiff, diverse Folgen, Polyphon/ZDF
- 2002: Kopf in der Schlinge aus der Reihe Polizeiruf 110. Saxonia Media/MDR
- 2004: Ein Bild von einem Mörder aus der Reihe Polizeiruf 110. Saxonia Media/MDR
- 2006: Der Ferienarzt … in der Toskana